# بروک آلتمن
بروک آلتمن (انگلیسی: Bruce Altman؛ زادهٔ ۳ ژوئیهٔ ۱۹۵۵) هنرپیشه اهل ایالات متحده آمریکا است. وی از سال ۱۹۸۶ میلادی تاکنون مشغول فعالیت بوده‌است.
از فیلم‌هایی که وی در آن نقش داشته‌است، می‌توان به گلن‌گری گلن راس، آربیتراژ، دویدن از ترس، اهداکننده، مقاله، آقای جونز، مرد منزوی، به جیلیان، چیز مورد علاقه من، سرقت از اوباش، تفنگ جدید من، پرستار و در مورد هنری اشاره کرد.